# Mun Kyong-dok
Mun Kyong-dok (* 12. Oktober 1957 in Pjöngjang) ist ein nordkoreanischer Politiker der Partei der Arbeit Koreas (PdAK), der unter anderem Kandidat des Politbüros des Zentralkomitees (ZK) der PdAK, Sekretär des ZK und Erster Sekretär der PdAK von Pjöngjang ist.

## Leben
Mun Kyong-dok absolvierte nach seinem Militärdienst in der Volksarmee ein Studium der Volkswirtschaftslehre an der Kim-Il-sung-Universität. Sein politisches Engagement begann 1975 zusammen mit Chang Sung-taek im Stadtkomitee der PdAK in Pjöngjang, ehe er in den 1980er Jahren Mitarbeiter des Sozialistischen Jugendverbandes „Kim Il-sung“ wurde, wo er als Sektionschef für die Roten Jugendgarden zuständig war, eine der Reserveeinheiten der Volksarmee. 1991 wurde er Vize-Vorsitzender des Sozialistischen Jugendverbandes „Kim Il-sung“.
1997 wechselte Mun als Sektionschef zusammen mit Chang Sung-taek zur ZK-Abteilung für Organisationsführung, in der er zuletzt dessen Stellvertreter als Leiter der Abteilung war. Er war dabei Changs engster Mitarbeiter beim Aufbau der politischen Loyalität und dem Netzwerk zwischen der zweiten und dritten Generation von Parteimitgliedern. Während dieser Tätigkeit unternahm er zusammen mit Chang und Pak Nam-ki eine Studienreise nach Südkorea und wurde 2002 Direktor der Korea General Teyang Corporation sowie 2003 erstmals Deputierter der Obersten Volksversammlung, der er bis heute angehört. Er erschien allerdings wie eine Reihe anderer Parteifunktionäre mit Beziehungen zu Kim Kyŏng-hŭi und Chang Sung-taek zwischen 2003 und 2006 nicht mehr im öffentlichen Leben Nordkoreas. 2007 wurde er stellvertretender Leiter der ZK-Abteilung für Arbeiterorganisation.
Im Juli 2010 wurde Mun Kyong-dok zum Nachfolger des zum Ministerpräsidenten ernannten Choe Yong-rim zum Ersten Sekretär der PdAK von Pjöngjang gewählt. Dabei handelt es sich um eine einem Bürgermeister ähnliche Parteifunktion mit einem prestigeträchtigen politischen Profil und einem Führungsnetzwerk, die üblicherweise von einer Persönlichkeit mit Verbindungen zur Familie Kim oder engen Beziehungen zu Mitgliedern des Machtzentrums von Nordkorea.
Auf der dritten Parteikonferenz der Partei der Arbeit Koreas am 28. September 2010 wurde Mun zum Kandidaten des Politbüros des ZK, Mitglied des ZK-Sekretariat und Mitglied des ZK der PdAK gewählt. Im Oktober 2010 war er Leiter einer Delegation von Sekretären der Provinzkomitees bei einem Arbeitsbesuch in der Volksrepublik China. Im Mai 2013 empfing er eine Delegation aus Laos in Pjöngjang.